# Williams & Guion Black Star Line
«Black Star Line» или «Williams & Guion Black Star Line» — название трансатлантической судоходной линии, которую использовали американские пакет-парусники, которыми владела Нью-Йоркская компания «Williams & Guion» в период с 1848 по 1866 года. «Black Star Line» обслуживалась 18 судами на линии Ливерпуль-Квинстаун-Нью-Йорк. «Black Star Line» закрылась в 1863 году благодаря успеху более быстрых лайнеров-пароходов (эра парусников завершалась) и опасности трансатлантического перехода в период Гражданской войны в США.

## История

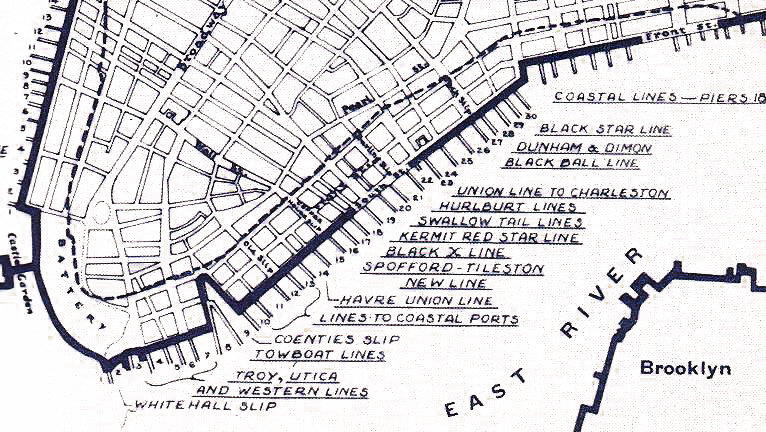
Карта порта Нью-Йорк, южный край острова Манхеттен, 1851 год. Жирной ломаной линией обозначена набережная, ниже City Hall Park, в 1784 году. Площадь была застроена до 1820 года. Доки «Black Star Line» находились в верхней части рисунка.

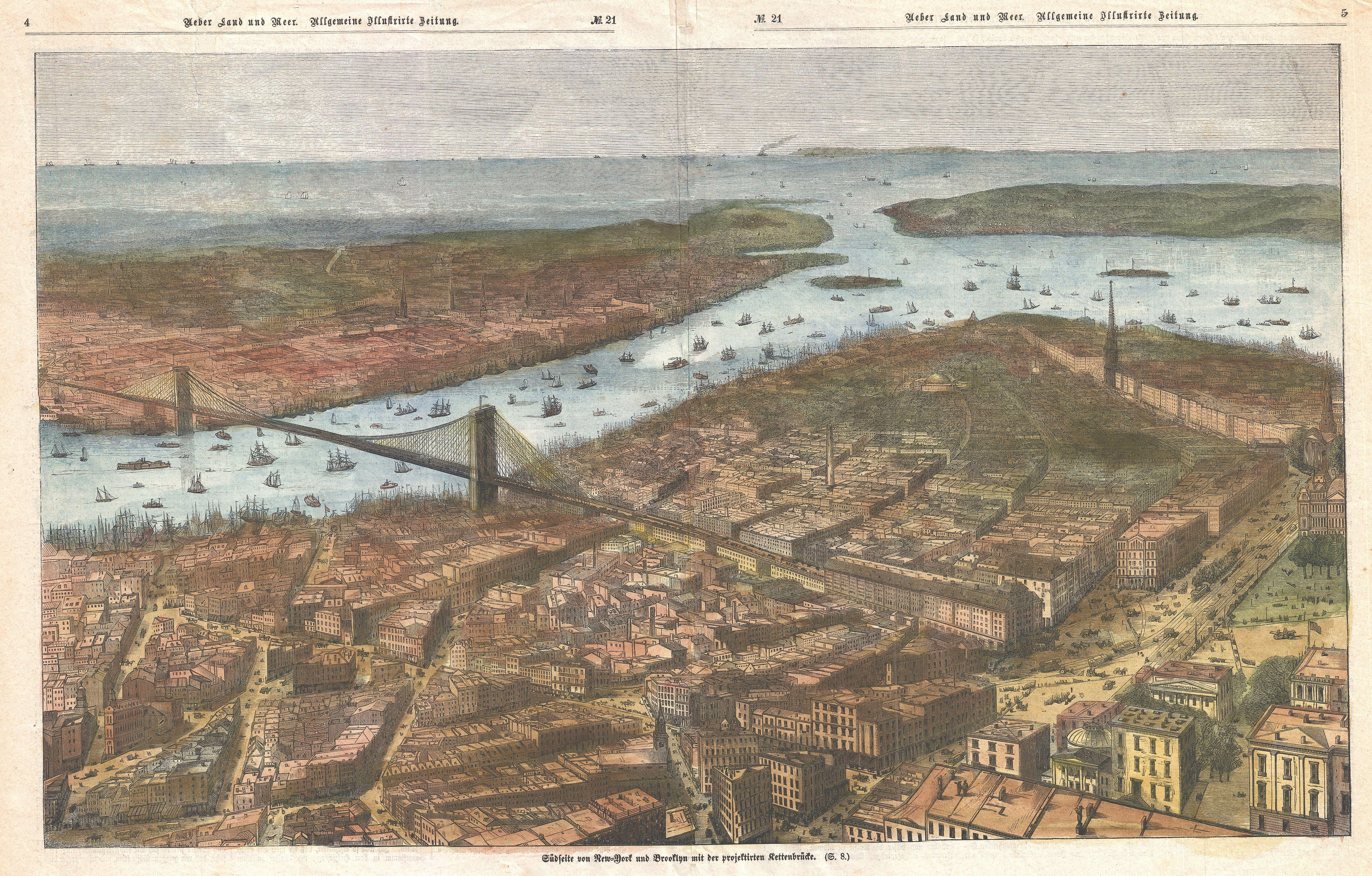
Нью-Йорк и его порт приблизительно в 1883 году. Строительство Бруклинского моста началось 3 января 1870 года и закончилось через 13 лет, 24 мая 1883 года.

«Williams & Guion» была сформирована в 1848 году Джоном Стентон Вильямсом и Стивеном Баркер Гайоном (1820—1885).
Рейсы из США в Ливерпуль начались в 1851 году. Наряду с «Grinnell, Minturn & Co» и «Black Ball Line», «Williams & Guion Black Star Line» стала одной из наиболее важных американских компаний перевозивших ирландских эмигрантов в Нью-Йорк. Флаг компании был синий с белым ромбом несущим чёрную звезду.
Стивен Баркер Гайон переехал в Ливерпуль в 1852 году, где выступал в роли агента линии. Вильямс остался в Нью-Йорке.
В 1853 году старший брат Стивена Баркер Гайона Вильям Хоу Гайон (англ. William Howe Guion) присоединился к офису в Нью-Йорке.
«Black Star Line» закрылась в 1863 году благодаря успеху более быстрых лайнеров-пароходов и небезопасности трансатлантического перехода в период Гражданской войны в США.
В 1866 году Стивен Гайон становится гражданином Британии. Позднее, лет через двадцать, он организовал из британских пароходов «Guion Line». «Williams and Guion» владела 52 % этой пароходной линии и выступала в качестве нового агента компании в Нью-Йорке.
В 1868 году Вильямс и Гайон решают отказаться от парусных судов и был построен «Manhattan» — первый пароход компании «Williams & Guion». Старые пакет-парусники держали для работы на линии до приобретения покровителями фирмы достаточного флота построенных пароходов и до исчезновения «Black Star Line» в коммерческой сфере мира.
В 1876 году умер глава компании «Williams and Guion» Джон Стентон Вильямс и в 1883 году фирма была реорганизована.
В январе 1884 года Вильям Хоу Гайон ушёл из фирмы и его 36 летний племянник Вильям Хоу Гайон-Младший (англ. William Howe Guion, Jr.) стал партнёром, а компания стала называться «Guion & Co.».
Фирма была вынуждена ликвидироваться в 1886 году, когда оба компаньона, Стивен Баркер Гайон и Вильям Хоу Гайон-Молодший, умерли на протяжении нескольких недель один за одним, и «Guion Line» была реорганизована как акционерное товарищество.